# Cerro de la Gloria (Buenos Aires)
Cerro de la Gloria, también llamado Canal 15, es una localidad argentina de la Provincia de Buenos Aires, perteneciente al Partido de Castelli.

## Ubicación
Se encuentra sobre la Ruta Provincial 11, junto al puente sobre el Canal 15, que forma la desembocadura principal del río Salado.
Se ubica a 49 km al noreste de la ciudad de Castelli, y a 7 km de la costa de la Bahía de Samborombón, que es parte del Río de la Plata.

## Población
Cuenta con 107 habitantes (Indec, 2010). Durante el censo nacional del INDEC de 2001 fue considerada como población rural dispersa.

## Radios
- 91.9
- 102.1